# Чесни, Кенни

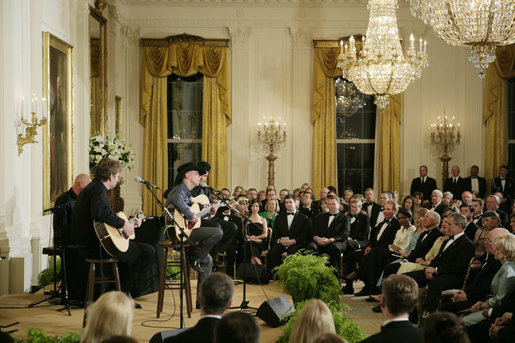
Выступление К. Чесни в Белом Доме перед Президентом США Джорджем Бушем (16 мая 2006 года).

Кенни Чесни (англ. Kenny Chesney; род. 26 марта 1968) — американский исполнитель кантри-музыки, один из самых популярных в 2000—2010 годах в своём стиле. Он записал 20 альбомов, 14 из которых сертифицированы как золотые и платиновые по данным RIAA, а 8 альбомов возглавляли национальный хит-парад Billboard 200. Также он является автором более 40 синглов, вошедших в Top 10 списка Hot Country Songs и Country Airplay журнала Billboard, из которых 29 возглавляли эти кантри-чарты. В 2025 году посвящен в Зал славы кантри.

## Биография
Родился 26 марта 1968 года в Ноксвилле (Теннесси) в больнице St. Mary’s Medical Center вырос в Luttrell (Теннесси), более известном как родине гитариста Чета Аткинса, продюсировавшего Элвиса Пресли и других звезд. Кенни был сыном школьного учителя David Chesney и местного стилиста Karen Chandler и старшим братом для сестры Jennifer Chandler. В 1986 году Кенни окончил школу (Gibbs High School Knoxville), где играл в бейсбол и футбол. Через год ему подарили на Рождество первую гитару, и он начал самостоятельно учится играть на ней. В декабре 1990 года Чесни окончил университет (East Tennessee State University, Johnson City, TN). 9 мая 2005 года Кенни Чесни женился на актрисе Рене Зеллвегер, но их брак через полгода распался.

## Дискография
Записал 20 альбомов, 14 из которых сертифицированы как золотые и платиновые по данным RIAA, а 8 альбомов возглавляли национальный хит-парад Billboard 200. Чесни также является автором более 40 синглов, вошедших в Top 10 списка Hot Country Songs и Country Airplay журнала Billboard, из которых 29 возглавляли эти кантри-чарты
Вышедший в мае 2013 года альбом Life on a Rock стал 7-м диском К. Чесни, возглавившим чарт Billboard 200 (с 2004 года, все 10 регулярных альбомов Чесни дебютировали в Top-4 чарта Billboard 200). Здесь среди всех кантри-исполнителей по числу чарттопперов Чесни уступает только Гарту Бруксу, у которого в 1991—2001 было 8 лидеров этого чарта.

### Студийные альбомы
- 1994: In My Wildest Dreams
- 1995: All I Need to Know
- 1996: Me and You
- 1997: I Will Stand
- 1999: Everywhere We Go
- 2002: No Shoes, No Shirt, No Problems
- 2003: All I Want for Christmas Is a Real Good Tan
- 2004: When the Sun Goes Down
- 2005: Be as You Are (Songs from an Old Blue Chair)
- 2005: The Road and the Radio
- 2007: Just Who I Am: Poets & Pirates
- 2008: Lucky Old Sun
- 2010: Hemingway's Whiskey
- 2012: Welcome to the Fishbowl
- 2013: Life on a Rock
- 2014: The Big Revival
- 2016: Cosmic Hallelujah
- 2018: Songs for the Saints
- 2020: Here and Now

### Сборники хитов (альбомы)
- 2000: Greatest Hits
- 2008: Super Hits
- 2009: Greatest Hits II

### Концертные альбомы
- 2006: Live: Live Those Songs Again
- 2017: Live in No Shoes Nation

### Новогодний альбом
- 2003: All I Want for Christmas Is a Real Good Tan

### Синглы
Записал более 40 синглов, из которых 29 стали № 1 в кантри-чартах. Синглы «She’s Got It All» (1997), «The Good Stuff» (2002) и «There Goes My Life» (2003—2004) по 7 недель каждый возглавляли Hot Country Songs.
21 июля 2018 года песня «Get Along» Кенни Чесни возглавила радиоэфирный чарт Country Airplay, где стала его 30-м чарттопером. Это абсолютный рекорд этого чарта, позади остались Тим Макгро (у него 29 радиохитов № 1), Алан Джексон (26) и Джордж Стрейт (26).

## Концертные туры
Кенни Чесни признан одним из наиболее успешных концертирующих кантри-исполнителей в США. Его тур 2007 года Flip-Flop Summer Tour самым успешным среди всех туров года. Чесни четыре года подряд (2005—2008) выигрывал премию Billboard Touring Award за его успешные концертные туры.
- Greatest Hits Tour 2001
- No Shoes, No Shirt, No Problems Tour 2002
- Margaritas N' Senorita’s Tour 2003
- Guitars, Tiki Bars & A Whole Lotta Love Tour 2004
- Somewhere In The Sun Tour 2005
- The Road & The Radio Tour 2006
- Flip-Flop Summer Tour 2007
- The Poets & Pirates Tour 2008
- Sun City Carnival Tour 2009
- 2010 With A Two Tour 2010

## Награды
Кенни Чесни удостоен многочисленных музыкальных наград от имени Academy of Country Music (ACM), Country Music Association (CMA), American Music Awards (AMA), Country Music Television (CMT), Billboard Music Awards (BMA), People's Choice Awards (PCA), и French Country Music Awards (FCMA). Среди них 6 наград от Academy of Country Music awards (включая 4 подряд избрания Артисом года: Entertainer of the Year Awards; 2005—2008), и 6 наград от Country Music Association. Также он посвящен в Зал славы кантри.
- 1997 ACM New Male Vocalist of the Year
- 2002 CMT Male Video of the Year: Young
- 2002 CMT Video of the Year: Young
- 2003 ACM Single Record of the Year: The Good Stuff
- 2003 ACM Top Male Vocalist of the Year
- 2004 AMA Artist of the Year
- 2004 CMA Entertainer of the Year
- 2004 CMA Album of the Year: When The Sun Goes Down
- 2004 CMT Hottest Video of the Year: No Shoes, No Shirt, No Problems
- 2004 CMT Male Video of the Year: There Goes My Life
- 2005 ACM Entertainer of the Year
- 2005 ACM Triple Crown Winner
- 2005 CMT Male Video of the Year: I Go Back
- 2006 CMA Entertainer of the Year
- 2006 ACM Entertainer of the Year
- 2006 CMT Male Video of the Year: Who You Be Today
- 2006 BMA Best Male Country Artist
- 2006 BMA Best Country Artist
- 2007 CMT Male Video of the Year: You Save Me
- 2007 PCA Favorite Male Singer
- 2007 ACM Entertainer of the Year
- 2007 CMA Musical Event of the Year: Find Out Who Your Friends Are
- 2007 CMA Entertainer of the Year
- 2008 ACM Entertainer of the Year
- 2008 ACM Vocal Event of the Year: Find Out Who Your Friends Are
- 2008 FACM Best Duo of the Year: Every Other Weekend
- 2008 CMA Entertainer of the Year